# Campionato Italiano Velocità 2004
Il campionato italiano velocità 2004 è l'ottantatreesima edizione del campionato italiano velocità. In questa annata sono attive quattro categorie: la Superbike, la Supersport, la Stock 1000 e la Classe 125. La stagione inizia domenica 25 aprile con il Gran Premio del Mugello e termina il 12 settembre con la seconda prova a Vallelunga.

## Stagione

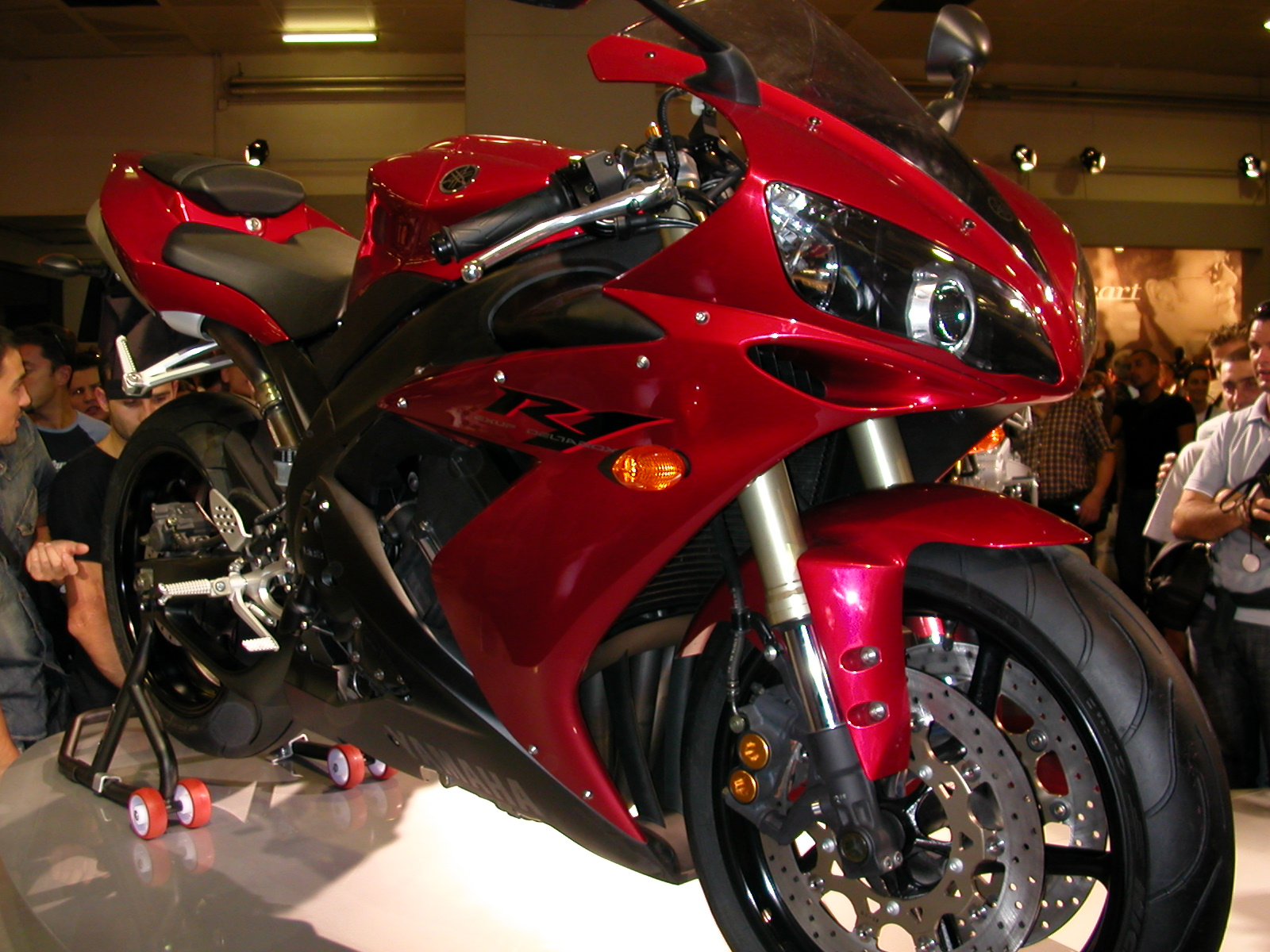
La Yamaha YZF-R1, versione 2004, vincitrice del titolo italiano Superbike con Alessandro Gramigni.

Il titolo piloti Superbike viene vinto da Alessandro Gramigni con una Yamaha YZF-R1. Gramigni chiude al secondo posto le prime quattro gare in calendario andando a vincere l'evento finale a Vallelunga staccando così di dodici punti il più diretto degli inseguitoriː Marco Borciani su Ducati (vincitore di due gare). Tra i costruttori prevale Ducati con quattro vittorie e un terzo posto nelle cinque gare previste. Nella Supersport vince Cristiano Migliorati su Kawasaki che, pur senza vincere, termina tutte le gare in zona punti salendo quattro volte sul podio. Migliorati sopravanza di tredici punti Diego Giugovaz su Honda e di quindici punti Massimo Roccoli su Yamaha entrambi vincitori di due gare in stagione. Grande equilibrio tra i costruttori con Yamaha avanti di due punti su Kawasaki.
Il titolo italiano della Stock 1000 va a Luca Conforti (su Yamaha) con una vittoria e un margine di sei punti sul pilota Aprilia Fabrizio Pellizzon, vincitore delle ultime due gare in calendario. Come nella Supersport, anche qui la graduatoria costruttori vede un margine di due punti tra le prime dueː Kawasaki seguita da Yamaha. Il vincitore della classe 125 è Alessio Aldovrandi su Honda che vince due gare e sopravanza di tre punti il primo classificato delle restanti treː Michele Pirro su Aprilia. Posizioni invertite nella graduatoria costruttori dove a prevalere è la casa di Noale che ottiene cinque punti in più di Honda.

## Calendario
Dove non indicata la nazionalità si intende pilota italiano.
| Prova | Data         | Circuito           | Vincitore           | Vincitore            | Vincitore          | Vincitore          |
| Prova | Data         | Circuito           | Superbike           | Supersport           | Stock 1000         | Classe 125         |
| ----- | ------------ | ------------------ | ------------------- | -------------------- | ------------------ | ------------------ |
| 1     | 25 aprile    | Mugello            | Marco Borciani      | Diego Giugovaz       | Luca Scassa        | Alessio Aldovrandi |
| 2     | 9 maggio     | Imola              | Steve Martin        | Diego Giugovaz       | Alessandro Polita  | Gergő Talmácsi     |
| 3     | 4 luglio     | Vallelunga prova 1 | Marco Borciani      | Alessandro Antonello | Luca Conforti      | Alessio Aldovrandi |
| 4     | 29 agosto    | Misano             | Lucio Pedercini     | Massimo Roccoli      | Fabrizio Pellizzon | Michele Pirro      |
| 5     | 12 settembre | Vallelunga prova 2 | Alessandro Gramigni | Massimo Roccoli      | Fabrizio Pellizzon | Michele Pirro      |

## Classifiche

### Superbike
Vi sono delle diversità tra la classifica piloti ed il resoconto della seconda gara a Imola in quanto i piloti australiani Steve Martin e Garry McCoy (entrambi su Ducati) vi prendono parte come wild card senza punti (chiudendo rispettivamente al primo e al tredicesimo posto). Gli altri piloti, classificati entro il dodicesimo posto, scalano in avanti di una posizione; quelli classificatisi oltre il tredicesimo posto scalano in avanti di due posizioni. Steve Martin inoltre, ottiene la pole position e il giro più veloce della gara.

#### Classifica Piloti[25]
Dove non indicata la nazionalità si intende pilota italiano.
| Pos. | Pilota                | Moto      | 1 MUG | 2 IMO | 3 VAL1 | 4 MIS | 5 VAL2 | P.ti |
| ---- | --------------------- | --------- | ----- | ----- | ------ | ----- | ------ | ---- |
| 1    | Alessandro Gramigni   | Yamaha    | 2     | 2     | 2      | 2     | 1      | 105  |
| 2    | Marco Borciani        | Ducati    | 1     | 5     | 1      | 3     | 3      | 93   |
| 3    | Lucio Pedercini       | Ducati    | Rit   | 3     | 3      | 1     | 9      | 64   |
| 4    | Gianluca Vizziello    | Yamaha    | Rit   | 4     | 4      | 4     | 2      | 59   |
| 5    | Ivan Clementi         | Kawasaki  | 3     | Rit   | 5      | 6     | 5      | 48   |
| 6    | Lorenzo Alfonsi       | Yamaha    | 7     | 8     | 8      | 9     | 4      | 45   |
| 7    | Luca Pedersoli        | Ducati    | 8     | 11    | 9      | 7     | Rit    | 29   |
| 8    | Gianmaria Liverani    | Ducati    | 10    | Rit   | 10     | 8     | 7      | 29   |
| 9    | Luca Pini             | Suzuki    | 11    | Rit   | 7      | 10    | 8      | 28   |
| 10   | Paolo Blora           | Ducati    | 6     | 9     |        | 13    | 10     | 26   |
| 11   | Gianluca Nannelli     | Ducati    |       | 1     |        |       |        | 25   |
| 12   | Doriano Romboni       | Yamaha    | Rit   | 7     | Rit    | 5     | 11     | 25   |
| 13   | Mauro Sanchini        | Kawasaki  | 4     | 6     | Rit    | Rit   |        | 23   |
| 14   | Ivan Sala             | Suzuki    | 5     | 15    | 11     | 18    |        | 17   |
| 15   | Ferdinando Di Maso    | Suzuki    | 9     | Rit   | 6      | Rit   | Rit    | 17   |
| 16   | Norino Brignola       | Suzuki    |       |       |        | 12    | 6      | 14   |
| 17   | Gianluca Battisti     | Suzuki    | 12    | 14    | 12     | 15    | 13     | 14   |
| 18   | Giuseppe Zannini      | Ducati    | 14    | Rit   | 14     | 11    | 12     | 13   |
| 19   | Andrea Mazzali        | MV Agusta | Rit   | 10    |        |       | Rit    | 6    |
| 20   | Walter Bartolini      | Yamaha    |       | 12    |        |       |        | 4    |
| 21   | Giorgio Cantalupo     | Yamaha    | 18    | 16    | 13     | 19    |        | 3    |
| 22   | Redamo Assirelli      | Yamaha    | Rit   | 13    | Rit    |       |        | 3    |
| 23   | Marco Gugnali         | Suzuki    | 13    |       |        | 16    |        | 3    |
| 24   | Fabrizio Barbieri     | Yamaha    |       |       | 15     | 14    |        | 3    |
| 25   | Alessandro Longhin    | Suzuki    |       |       | 22     |       | 14     | 2    |
| 26   | Massimiliano Doscioli | Suzuki    | Rit   |       | Rit    | 21    | 15     | 1    |
| 27   | Antonio Adornetto     | Suzuki    | 15    | Rit   | Rit    | 17    |        | 1    |
| Pos. | Pilota                | Moto      | 1 MUG | 2 IMO | 3 VAL1 | 4 MIS | 5 VAL2 | P.ti |

| Legenda | 1º posto        | 2º posto            | 3º posto           | A punti      | Senza punti        | Grassetto – Pole position Corsivo – Giro più veloce |
| Legenda | Gara non valida | Non qual./Non part. | Ritirato/Non class | Squalificato | '-' Dato non disp. | Grassetto – Pole position Corsivo – Giro più veloce |

#### Classifica Costruttori
| Pos. | Costruttore | 1 MUG | 2 IMO | 3 VAL1 | 4 MIS | 5 VAL2 | P.ti |
| ---- | ----------- | ----- | ----- | ------ | ----- | ------ | ---- |
| 1    | Ducati      | 1     | 1     | 1      | 1     | 3      | 116  |
| 2    | Yamaha      | 2     | 2     | 2      | 2     | 1      | 105  |
| 3    | Kawasaki    | 3     | 6     | 5      | 6     | 5      | 58   |
| 4    | Suzuki      | 5     | 15    | 6      | 10    | 6      | 38   |
| 5    | MV Agusta   | Rit   | 10    |        |       | Rit    | 6    |

### Supersport

#### Classifica Piloti[26]
Dove non indicata la nazionalità si intende pilota italiano.
| Pos. | Pilota                | Moto     | 1 MUG | 2 IMO | 3 VAL1 | 4 MIS | 5 VAL2 | P.ti |
| ---- | --------------------- | -------- | ----- | ----- | ------ | ----- | ------ | ---- |
| 1    | Cristiano Migliorati  | Kawasaki | 5     | 2     | 2      | 2     | 3      | 87   |
| 2    | Diego Giugovaz        | Honda    | 1     | 1     | Rit    | 5     | 4      | 74   |
| 3    | Massimo Roccoli       | Yamaha   | 16    | 10    | 3      | 1     | 1      | 72   |
| 4    | Alessandro Antonello  | Kawasaki | 3     | Rit   | 1      | Rit   |        | 61   |
| 5    | Ivan Goi              | Yamaha   | 2     | 4     | 6      | Rit   | 5      | 54   |
| 6    | Stefano Cruciani      | Kawasaki | 7     | Rit   | 7      | 3     | 7      | 43   |
| 7    | Antonio Carlacci      | Yamaha   | 4     | 6     | 4      | Rit   | 11     | 41   |
| 8    | Camillo Mariottini    | Yamaha   | 10    | 7     | 5      | 6     | 12     | 40   |
| 9    | Gianluigi Scalvini    | Yamaha   | 6     | 5     | Rit    | 7     | 10     | 36   |
| 10   | Maurizio Prattichizzo | Honda    | Rit   | Rit   | 10     | 4     | 9      | 26   |
| 11   | Walter Tortoroglio    | Suzuki   | 8     | 8     | Rit    | 8     |        | 24   |
| 12   | Matteo Baiocco        | Yamaha   | 9     | Rit   | Rit    | 10    | 6      | 23   |
| 13   | Massimo Bisconti      | Yamaha   | Rit   | 12    | 11     | 11    | 13     | 17   |
| 14   | Lorenzo Lanzi         | Ducati   |       | 3     |        |       |        | 16   |
| 15   | Roberto Bresciani     | Honda    | 12    | 11    | 13     | 12    |        | 16   |
| 16   | Maurizio Tumminello   | Yamaha   | 23    | Rit   | Rit    | 13    | 8      | 11   |
| 17   | Alessandro Valia      | Ducati   | Rit   | 13    | Rit    | 9     | 15     | 11   |
| 18   | Marco Morreale        | Yamaha   | 14    | 22    | 8      | Rit   |        | 10   |
| 19   | Gilles Boccolini      | Honda    | 17    | Rit   | 9      | 14    | 17     | 9    |
| 20   | Michele Malatesta     | Kawasaki |       | 9     | Rit    | Rit   |        | 7    |
| 21   | Juri Proietto         | Honda    | 11    | Rit   | Rit    | Rit   | Rit    | 5    |
| 22   | Cristian Magnani      | Yamaha   | 13    | 14    |        |       |        | 5    |
| 23   | Angelo Conti          | Honda    | 22    | 16    | 12     | 16    | Rit    | 4    |
| 24   | Andrea Berta          | Honda    | 15    | 15    | Rit    | Rit   | 14     | 4    |
| 25   | Giovanni Scillieri    | Honda    | 24    | Rit   | 14     | 18    |        | 2    |
| 26   | Tommaso Lorenzetti    | Yamaha   |       |       |        | 15    |        | 1    |
| 27   | Alessandro Bonecchi   | Yamaha   |       |       | 15     |       |        | 1    |
| Pos. | Pilota                | Moto     | 1 MUG | 2 IMO | 3 VAL1 | 4 MIS | 5 VAL2 | P.ti |

| Legenda | 1º posto        | 2º posto            | 3º posto           | A punti      | Senza punti        | Grassetto – Pole position Corsivo – Giro più veloce |
| Legenda | Gara non valida | Non qual./Non part. | Ritirato/Non class | Squalificato | '-' Dato non disp. | Grassetto – Pole position Corsivo – Giro più veloce |

#### Classifica Costruttori
| Pos. | Costruttore | 1 MUG | 2 IMO | 3 VAL1 | 4 MIS | 5 VAL2 | P.ti |
| ---- | ----------- | ----- | ----- | ------ | ----- | ------ | ---- |
| 1    | Yamaha      | 2     | 4     | 2      | 1     | 1      | 103  |
| 2    | Kawasaki    | 3     | 2     | 1      | 2     | 2      | 101  |
| 3    | Honda       | 1     | 1     | 9      | 4     | 4      | 83   |
| 4    | Ducati      | Rit   | 3     | Rit    | 9     | 15     | 24   |
| 5    | Suzuki      | 8     | 8     | Rit    | 8     | 16     | 24   |

### Stock 1000
Vi sono delle diversità tra la classifica piloti ed i resoconti di gara in quanto vi prendono parte, come wild card senza punti, i seguenti pilotiː
- Enrique Rocamora, su Kawasaki, disputa tutte le gare terminandone 3 nei primi quindici e ottenendo la pole position e il giro più veloce a Imola.
- Alex Martinez, su Kawasaki, disputa le ultime tre gare terminando sempre nei primi quindici.
- Alkiviadis Siniorir, su Suzuki, disputa la prova di Misano ritirandosi in gara.

Gli altri piloti scalano in avanti in classifica a punti nelle tre gare portate a termine dai piloti sopracitati. 

#### Classifica Piloti[27]
Dove non indicata la nazionalità si intende pilota italiano.
| Pos. | Pilota                | Moto            | 1 MUG | 2 IMO | 3 VAL1 | 4 MIS | 5 VAL2 | P.ti |
| ---- | --------------------- | --------------- | ----- | ----- | ------ | ----- | ------ | ---- |
| 1    | Luca Conforti         | Yamaha          | 2     | 2     | 1      | 5     | 9      | 83   |
| 2    | Fabrizio Pellizzon    | Aprilia         | 3     | 5     | Rit    | 1     | 1      | 77   |
| 3    | Ilario Dionisi        | Suzuki          | 4     | 3     | 2      | 8     | 5      | 68   |
| 4    | Luca Scassa           | Kawasaki        | 1     | 24    | Rit    | 2     | 4      | 58   |
| 5    | Alessandro Polita     | Ducati          | 6     | 1     |        | 4     | 6      | 58   |
| 6    | Roberto Lunadei       | Suzuki e Yamaha | 12    | 11    | 5      | 10    | 3      | 42   |
| 7    | Gianfranco Guareschi  | Kawasaki        | Rit   | Rit   | Rit    | 3     | 2      | 36   |
| 8    | Fabrizio De Noni      | Suzuki          | 5     | Rit   | 7      | 6     | Rit    | 30   |
| 9    | Roberto Antonello     | Kawasaki        | 8     | 4     | Rit    | Rit   | 8      | 29   |
| 10   | Simone Sanna          | Yamaha          | 10    | 9     | Rit    | 13    | 7      | 25   |
| 11   | Riccardo Ricci        | Kawasaki        | Rit   | 16    | 3      | 11    | 14     | 23   |
| 12   | Andrea Masoni         | Suzuki          | 7     | 17    | 11     | 12    | 11     | 23   |
| 13   | Daniele Addamo        | Yamaha          | 9     | 14    | 4      | Rit   | Rit    | 22   |
| 14   | Alessandro Buzzi      | Suzuki          | 16    | 6     | 6      | 22    | Rit    | 20   |
| 15   | Alex Sassaro          | Suzuki          | 21    | 19    | 13     | 9     | 10     | 16   |
| 16   | Lorenzo Segoni        | Yamaha          | 11    | 20    | 7      |       | Rit    | 14   |
| 17   | William De Angelis    | Ducati          | 14    | 7     | Rit    | 15    | Rit    | 12   |
| 18   | Simone Saltarelli     | Yamaha          | Rit   | 10    | 10     | Rit   |        | 12   |
| 19   | Diego Tocca           | Kawasaki        | Rit   | 27    | 9      | 21    | 12     | 11   |
| 20   | Lorenzo Mauri         | Ducati          | Rit   | 8     | Rit    | 19    | 15     | 9    |
| 21   | Valerio Rufoloni      | Kawasaki        | Rit   | 23    | 8      | 18    | Rit    | 8    |
| 22   | Enrico Pasini         | Suzuki          | 13    | 13    | Rit    | 16    |        | 6    |
| 23   | Thomas Tallevi        | Kawasaki        | 17    | Rit   | 12     |       |        | 4    |
| 24   | Andrea Iommi          | Suzuki          | Rit   | 12    |        |       |        | 4    |
| 25   | Matteo Savini         | Yamaha          | 15    | 21    | Rit    | 17    | 13     | 4    |
| 26   | Niccolò Canepa        | Ducati          |       |       | 16     | 14    | 16     | 2    |
| 27   | Fabrizio Contarin     | Suzuki          | Rit   |       | 14     | 24    |        | 2    |
| 28   | Massimiliano Brunelli | Suzuki          | Rit   |       | 15     | Rit   | 20     | 1    |
| 29   | Marco Tessarolo       | Suzuki          | 22    | 15    | 19     |       |        | 1    |
| Pos. | Pilota                | Moto            | 1 MUG | 2 IMO | 3 VAL1 | 4 MIS | 5 VAL2 | P.ti |

| Legenda | 1º posto        | 2º posto            | 3º posto           | A punti      | Senza punti        | Grassetto – Pole position Corsivo – Giro più veloce |
| Legenda | Gara non valida | Non qual./Non part. | Ritirato/Non class | Squalificato | '-' Dato non disp. | Grassetto – Pole position Corsivo – Giro più veloce |

#### Classifica Costruttori
| Pos. | Costruttore | 1 MUG | 2 IMO | 3 VAL1 | 4 MIS | 5 VAL2 | P.ti |
| ---- | ----------- | ----- | ----- | ------ | ----- | ------ | ---- |
| 1    | Kawasaki    | 1     | 4     | 3      | 2     | 2      | 94   |
| 2    | Yamaha      | 2     | 2     | 1      | 5     | 3      | 92   |
| 3    | Aprilia     | 3     | 5     | Rit    | 1     | 1      | 77   |
| 4    | Suzuki      | 5     | 3     | 2      | 6     | 5      | 68   |
| 5    | Ducati      | 6     | 1     | 16     | 4     | 6      | 58   |
| NC   | MV Agusta   | Rit   | 25    | Rit    |       | 17     | 0    |
| -    | Honda       | 18    | Rit   |        | 20    |        | 0    |

### Classe 125
Vi sono delle diversità tra la classifica piloti ed i resoconti di alcune gare in quanto vi prendono parte, come wild card senza punti, i seguenti pilotiː
- Georg Fröhlich, su Honda, prende parte alla prova del Mugello classificandosi sesto.
- Meik Kevin Minnerop, su Honda, prende parte alla prova del Mugello classificandosi quattordicesimo.
- Gergő Talmácsi, su Malaguti, prende parte alla prova di Imola classificandosi primo e ottenendo il giro più veloce della gara.
- Manuel Manna, su Malaguti, prende parte alla prova di Imola ritirandosi in gara.
- Mike Di Meglio, su Aprilia, prende parte alla prova di Misano terminando al secondo posto dopo aver ottenuto la pole position e il giro più veloce.

Gli altri piloti scalano in avanti in classifica a punti nelle gare portate a termine dai piloti sopracitati. 

#### Classifica Piloti[28]
Dove non indicata la nazionalità si intende pilota italiano.
| Pos. | Pilota              | Moto    | 1 MUG | 2 IMO | 3 VAL1 | 4 MIS | 5 VAL2 | P.ti |
| ---- | ------------------- | ------- | ----- | ----- | ------ | ----- | ------ | ---- |
| 1    | Alessio Aldrovandi  | Honda   | 1     | 2     | 1      | 4     | 5      | 94   |
| 2    | Michele Pirro       | Aprilia | 3     | 1     | Rit    | 1     | 1      | 91   |
| 3    | Michele Danese      | Aprilia | 4     | 3     | 8      | 2     | 3      | 73   |
| 4    | Marco Petrini       | Aprilia |       | 5     | 2      | 8     | 4      | 52   |
| 5    | Gabriele Ferro      | Honda   |       |       |        | 3     | 2      | 36   |
| 6    | Lorenzo Baroni      | Aprilia | 11    | 12    | 7      | 7     | 11     | 32   |
| 7    | Alessandro D'Amelio | Honda   |       | 13    | 3      | 13    | 7      | 31   |
| 8    | Michele Conti       | Aprilia | 5     | Rit   | 4      | 18    | 10     | 30   |
| 9    | Andrea Antonelli    | Aprilia | 8     | 6     | 11     | 17    | 9      | 30   |
| 10   | Davide Giugliano    | Aprilia | 6     | 4     | Rit    | 16    | Rit    | 23   |
| 11   | Matteo Bianchi      | Honda   | 7     | Rit   | 5      | Rit   | 14     | 22   |
| 12   | Roberto Lacalendola | Aprilia | 17    | 11    | 6      | 12    | 13     | 22   |
| 13   | Lorenzo Zanetti     | Honda   | 2     | Rit   | Rit    |       |        | 20   |
| 14   | Luca Morelli        | Aprilia | 15    | 16    | Rit    | 6     | 8      | 19   |
| 15   | Raffaele De Rosa    | Aprilia | Rit   |       |        | 10    | 6      | 16   |
| 16   | Simone Grotzkyj     | Honda   | 21    | 10    | 14     | 9     |        | 15   |
| 17   | Riccardo Moretti    | Honda   | 10    | 8     | Rit    | Rit   | Rit    | 14   |
| 18   | Fabrizio Perotti    | Aprilia | 12    | 9     |        | 14    | Rit    | 13   |
| 19   | Andrea Bertelli     | Honda   | 9     | Rit   |        | 11    |        | 12   |
| 20   | Andrea Iannone      | Aprilia | Rit   | Rit   | Rit    | 5     | Rit    | 11   |
| 21   | Michele Magnoni     | Honda   | 14    | 14    | 9      | 20    |        | 11   |
| 22   | Valerio Venturi     | Honda   |       | 7     |        | 15    |        | 10   |
| 23   | Luca Verdini        | Aprilia | Rit   |       | 10     | 26    | 17     | 6    |
| 24   | Simone Sancioni     | Honda   | 13    | Rit   | 13     | 22    | 18     | 6    |
| 25   | Fabio Fratticci     | Honda   | 19    | 21    | Rit    | 21    | 12     | 4    |
| 26   | Andrea Romagnoli    | Aprilia | Rit   | 18    | 12     | Rit   | 20     | 4    |
| 27   | Fiorenzo Donetti    | Honda   |       | 19    |        | 19    | 15     | 1    |
| 28   | Armando Narduzzi    | Honda   | Rit   | Rit   | 15     | Rit   | 21     | 1    |
| 29   | Daniele Rossi       | Honda   |       | 15    |        | 25    |        | 1    |
| Pos. | Pilota              | Moto    | 1 MUG | 2 IMO | 3 VAL1 | 4 MIS | 5 VAL2 | P.ti |

| Legenda | 1º posto        | 2º posto            | 3º posto           | A punti      | Senza punti        | Grassetto – Pole position Corsivo – Giro più veloce |
| Legenda | Gara non valida | Non qual./Non part. | Ritirato/Non class | Squalificato | '-' Dato non disp. | Grassetto – Pole position Corsivo – Giro più veloce |

#### Classifica Costruttori
| Pos. | Costruttore | 1 MUG | 2 IMO | 3 VAL1 | 4 MIS | 5 VAL2 | P.ti |
| ---- | ----------- | ----- | ----- | ------ | ----- | ------ | ---- |
| 1    | Aprilia     | 3     | 1     | 2      | 1     | 1      | 111  |
| 2    | Honda       | 1     | 2     | 1      | 3     | 2      | 106  |
| NC   | Yamaha      |       | 17    | Rit    |       |        | 0    |
| -    | Malaguti    |       | NV    |        |       |        | 0    |

## Sistema di punteggio
| Pos.  | 1  | 2  | 3  | 4  | 5  | 6  | 7 | 8 | 9 | 10 | 11 | 12 | 13 | 14 | 15 | 16> |
| Punti | 25 | 20 | 16 | 13 | 11 | 10 | 9 | 8 | 7 | 6  | 5  | 4  | 3  | 2  | 1  | 0   |